# Dorotheanthus
Dorotheanthus es un género con 23 especies descritas de plantas suculentas y de estas solo 7 aceptadas, perteneciente a la familia Aizoaceae.

## Taxonomía
Dorotheanthus fue descrita por el  arqueólogo, historiador y botánico alemán; Martin Heinrich Gustav Schwantes, y publicado en Möller's Deutsche Gärtn.-Zeitung 42: 283 (1927). La especie tipo es : Dorotheanthus gramineus (Haw.) Schwantes (Mesembryanthemum gramineum Haw.)
Etimología
Dorotheanthus: nombre genérico otorgado por el botánico alemán Martin Heinrich Gustav Schwantes en honor de su madre Dorotea.

## Especies
- Dorotheanthus apetalus (L.f) N.E.Br.
- Dorotheanthus bellidiformis (Burm.f.) N.E.Br
  - Dorotheanthus bellidiformis subsp. bellidiformis
  - Dorotheanthus bellidiformis subsp. hestermalensis Ihlenf. & Struck
- Dorotheanthus booysenii (L.) L.Bolus
- Dorotheanthus gramineus (Haw.) Schwantes
- Dorotheanthus maughanii (N.E.Br.) Ihlenf. & Struck
- Dorotheanthus rourkei (L.) L.Bolus
- Dorotheanthus ulularis Brusse